# Zeige deine Wunde
zeige deine Wunde (1974–1975) ist eine Installation beziehungsweise ein Environment des deutschen Künstlers Joseph Beuys aus dem Jahr 1976, das sich heute im Lenbachhaus in München befindet.

## Das Werk
Das Environment selbst besteht aus einem großen, klinisch anmutenden Raum, in dem sich fünf jeweils doppelt auftretende Objekte befinden:
- Das Hauptobjekt der Installation, bestehend aus zwei Leichenbahren („Betten“) aus der Pathologie, darüber zwei als „Lampen“ bezeichnete Kästen aus verzinktem Eisenblech mit Glasscheiben, die von innen mit Fett bestrichen sind; unter den Bahren zwei mit Fett gefüllte Zinkblechkästen, die jeweils ein Fieberthermometer und ein Reagenzglas mit Vogelschädel enthalten, daneben jeweils ein mit Gaze abgedecktes Weckglas.
- Zwei schwarze Schultafeln, von Beuys mit Kreide beschriftet: „zeige deine Wunde“.
- Zwei Werkzeuge (Schepser) aus geschmiedetem Eisen mit Holzstiel lehnend an zwei weißen Holztafeln.
- Zwei Feldzeichen (Forken aus geschmiedetem Eisen mit Holzstiel mit Stofflappen), mit denen Beuys zwei Halbkreise auf die Schiefertafeln, auf denen die Forken stehen, eingeritzt hatte.
- Zwei in weiß gestrichenen Holzkästen gerahmte Ausgaben der linksgerichteten italienischen Zeitung Lotta Continua (dt. der unendliche Kampf, bzw. der Kampf geht weiter).

## Geschichte
Das Werk wurde 1976 von Beuys in Zusammenarbeit mit der Galerie Schellmann & Klüser im Kunstforum, heute Maximiliansforum, einer seit 1973 unter der Leitung des Lenbachhauses von unterschiedlichen Ausstellern genutzten Ausstellungsfläche in der Fußgängerunterführung Maximilianstraße, ausgestellt. Das Werk fand zunächst noch wenig Resonanz. Die Fotografin Ute Klophaus machte einige Bilder der Originalinstallation, die nach einigen Wochen wieder abgebaut und eingelagert wurde. 1979 wurde zeige deine Wunde für 270.000 DM von der Städtischen Galerie im Lenbachhaus angekauft und am 22. und 23. Januar 1980 von Beuys dort installiert. Der geplante Kauf war sehr kontrovers diskutiert worden und löste, wie viele andere Werke des Künstlers, heftige Kritik und bundesweite Proteste aus. In der Polemik öffentlicher Stimmen nannte man das Werk „den teuersten Sperrmüll aller Zeiten“.
Ute Klophaus’ Fotografien dieser Installation verwendete Beuys später auch in einem Multiple.

## Rezeption
Die Boulevardpresse titelte seinerzeit abwertend: „Der Mann mit dem Hut zeigt seine Wunden“. Die Feuilletonartikel bezeichneten ihn als den „Schmerzensmann der Kunst“ und thematisierten weniger das Werk selbst als vielmehr die Biografie des Künstlers, nach der er im Krieg selbst Verwundungen erlitten hatte.

## Interpretation
zeige deine Wunde ist eine Installation, die im Wesentlichen die Therapie und Heilung thematisiert, sowie ein neuzeitliches Memento mori, das auf Krankheit, Schwäche, Alter und Sterblichkeit verweist. Beuys betrachtete den Raum als „Krankenzimmer“, in dem der Betrachter mit der eigenen Vergänglichkeit konfrontiert wird, indem er „seine Wunde“ offenbart und dabei gleichzeitig Heilung erfährt.
Der Künstler erklärte zu seiner Rauminstallation: „Zeige deine Wunde, weil man die Krankheit offenbaren muß, die man heilen will. Der Raum […] spricht von der Krankheit der Gesellschaft. […] Eine dynamische Entscheidungssituation ist dargestellt.“ Das Kunstwerk bleibe nicht bei der Verwundung stehen; es enthalte darüber hinaus „Andeutungen, daß die Todesstarre überwunden werden kann […]. [E]twas ist angelegt, das, wenn man genau hinhört, einen Ausweg weist.“